# يوتا يوشيدا
يوتا يوشيدا (باليابانية: 吉田裕太؛ بالكانا: よしだ ゆうた) هو لاعب كرة قاعدة ياباني، ولد في 21 يوليو 1991 في ناغاره ياما في اليابان.

## وصلات خارجية
- يوتا يوشيدا على موقع الدوري الياباني لكرة القاعدة (الإنجليزية)
- يوتا يوشيدا على موقعبيزبول رفرنس.كوم (الدوري الثانوي) (الإنجليزية)